# Saulo da Fé Freitas
Saulo da Fé Freitas (São Domingos do Prata, 1º de agosto de 1967) é um treinador e ex-futebolista brasileiro.
É o maior artilheiro da história do Paraná Clube, com 104 gols marcados em 208 jogos. Conhecido como "Tigre da Vila", foi eleito pela Tribuna do Paraná como o maior jogador da história do clube.

## Carreira

### Jogador
Iniciou a carreira de jogador profissional no Valeriodoce de Minas Gerais em 1986, e com apenas com 18 anos já foi vice-artilheiro do Campeonato Mineiro. Entre 1986 e 1987, marcou 21 gols em Campeonatos Mineiros.
No segundo semestre de 1988, foi contratado pela Atlético Mineiro, por ordem do técnico Telê Santana.
Logo no início da temporada pelo Galo, teve um problema no púbis e ficou sem jogar cerca de oito meses.
Estreou com a camisa do Paraná Clube no dia 13 de março de 1991, na Vila Capanema, contra o Criciúma, válida pela 8º rodada da Série B e marcou o primeiro gol do jogo que terminou com a vitória paranista por 2×1.
Em 1992, foi artilheiro do Paranaense com 18 gols e da Série B do Brasileiro com 12 gols.
Teve uma passagem meteórica pelo Palmeiras em 1993, onde atuou em apenas cinco jogos (duas vitórias, um empate, duas derrotas) e apenas um gol marcado. Estava no elenco Campeão Brasileiro daquele ano.
Volta ao Paraná Clube em 1994, para ser novamente Campeão Estadual e artilheiro da equipe, com 9 gols em 20 partidas.
Foi campeão brasileiro pelo Grêmio, em 1996.
Aposentou em 1998 no XV de Piracicaba, após contusão no joelho fazendo diversas cirurgias.

### Técnico
Foi auxiliar-técnico entre 1998 e 2001 no Paraná Clube. Como técnico, iniciou em 2003, no mesmo Paraná Clube.
Em 2007, assumiu o comando do Paraná Clube no lugar de Lori Sandri. O clube não conseguiu escapar do rebaixamento e em fevereiro de 2008, Saulo foi demitido, após um fraco começo da equipe tricolor no estadual.
Em março de 2021, volta a integrar a comissão técnica do Paraná Clube.

## Títulos
Atlético Mineiro
- Campeonato Mineiro: 1988

Paraná
- Campeonato Paranaense: 1991, 1994 e 1995[17]
- Campeonato Brasileiro da Segunda Divisão: 1992

Palmeiras‎
- Campeonato Brasileiro: 1993

Grêmio
- Campeonato Brasileiro: 1996